# Leona Theron
Leona Valerie Theron (sinh ngày 7 tháng 11 năm 1966 tại Durban) là thẩm phán của Tòa án Hiến pháp Nam Phi và trước đây là Tòa án phúc thẩm tối cao. Lần đầu tiên cô được bổ nhiệm vào băng ghế dự bị vào năm 1999, ở tuổi 33, trở thành thẩm phán phụ nữ da đen đầu tiên tại Tòa án tối cao KwaZulu-Natal. Bà được Tổng thống Jacob Zuma bổ nhiệm vào Tòa án Hiến pháp vào ngày 1 tháng 7 năm 2017 để thay thế Johann van der Westhuizen đã nghỉ hưu gần đây.